# Santa Margarida
Santa Margarida är en kommun i Brasilien.   Den ligger i delstaten Minas Gerais, i den sydöstra delen av landet, 800 km sydost om huvudstaden Brasília. Antalet invånare är 15 011.
Omgivningarna runt Santa Margarida är huvudsakligen savann. Runt Santa Margarida är det ganska tätbefolkat, med 60 invånare per kvadratkilometer.